# Virgen del Pópulo
La Virgen del Pópulo, que quiere decir Virgen del Pueblo, es una advocación mariana que tiene su origen en Italia a raíz de la Salus Populi Romani venerada en la Basílica de Santa María la Mayor de Roma,  y que data probablemente del siglo VI.

## Imagen y réplicas
En Italia
- Existe una Virgen del Pópolo en la Basílica de Santa María del Carmen de Florencia que data de 1268.
- Hay otra también en la Basílica de San Bernabé, en la localidad de Marino, en la Provincia de Roma, que data de en torno a 1280.
- También existe un retatro de Federico Barocci realizado en torno a 1575 y 1579 titulado la Virgen del Pópulo.
- También, en la propia Roma, existe la Basílica de Santa María del Popolo.

En los Estados Unidos Mexicanos
- En la localidad de Cotija de La Paz ubicada en el estado de Michoacán se encuentra la Virgen del Pópolo.

En España
- La Virgen del Pópolo, de San Martín de Unx está en una fortaleza medieval de alto valor arquitectónico
- A la localidad española de Almagro llega en 1708 una talla de la Virgen del Pópulo realizada en Nápoles, que fue un importante centro de arte sacro entre los siglos XVII y XVIII.[2]
- En Sevilla existió a partir del siglo XVII el Convento de Nuestra Señora del Pópulo, que se transformó en una cárcel en los años 30 del siglo XIX.
- En Sevilla además se encuentra en la Iglesia de Santa María la Blanca una dolorosa bajo el nombre de  Madre de Dios del Pópulo , perteneciente a la Hermandad del Sagrado Lavatorio
- En Cádiz existe una Real Capilla de Nuestra Señora del Pópulo y un barrio al que da nombre.
- En Orense existe una Capilla de la Virgen del Pópulo en la catedral de la ciudad.
- En Castellón  hay  una localidad llamada Olocau del Rey, cuya parroquia del siglo XIII esta dedicada a la Virgen del Poóulo.
- En Valencia  hay  una localidad llamada Torre d'en Lloris (Xàtiva), cuya patrona es la Virgen del Poóulo.
- En la catedral de Huesca en el muro norte se encuentra la capilla de la Virgen del Pópulo venerada en una pintura sobre tela datada en el siglo XV.